# Hymenostylium collenchymaticum
Hymenostylium collenchymaticum là một loài rêu trong họ Pottiaceae. Loài này được Baumgartner & J. Froehl. mô tả khoa học đầu tiên năm 1955.